# Кривизна ствола
Кривизна́ ствола́ — отклонение продольной оси древесного ствола от прямой линии. Встречается у всех пород, однако не характерна для ели, пихты, тополя и дуба.

## Возникновение
Кривизна может быть унаследована, что нередко бывает у сосны и бука. Также она вызывается внешними причинами: ветром, односторонним давлением снега, заменой верхушечного побега боковым, изгибом саженца при посадке, ростом дерева на наклонном участке поверхности или при плохом уходе за лесом, растущем на косогоре. Существуют целые леса, состоящие из кривых деревьев — криволесья, часто встречающиеся в горах и лесотундре. Кривую часть дерева называют кривулей.

## Влияние на качество древесины
Кривизна увеличивает количество отходов, снижает выход делового материала, уменьшает прочность на сжатие при использовании в круглом виде. При распиле появляется искусственный косослой. 
В кривых стволах хвойных деревьев часто встречается крень. Ослабляет сопротивление продольному изгибу, например, при использовании круглых лесоматериалов в качестве стоек. Для повышения сорта кривых сортиментов их можно разделать на более короткие.

## Классификация кривизны как порока древесины
Полужирным курсивом выделяются названия пороков, отсутствующие в ГОСТ.
- Кривизна ствола, или кривизна (сокр.) — отклонение продольной оси сортимента от прямой линии, обусловленное искривлением ствола:
  - простая кривизна — только с одним изгибом;
    - саблевидность — плавное простое искривление ствола, встречающееся у ели и лиственницы. Саблевидные прямые вверху стволы (и кривая в комле сосна) использовались для изготовления полозьев и кокор;

  - сложная кривизна — с двумя или более изгибами сортимента в одной или нескольких плоскостях. Особенно сильно снижает ценность материала;
    - спиралевидное искривление — встречается у сосны, бука и пихты.

## Измерение
Простую кривизну измеряют в величине стрелы прогиба сортимента в месте его наибольшего искривления, выражают целыми сантиметрами и относят ко всей длине искривления в метрах, или в процентах от длины искривления, или в долях диаметра верхнего торца, или по величине стрелы прогиба на метровом участке наибольшего искривления.
Сложную кривизну характеризуют величиной наибольшего искривления, измеряемого как у простой кривизны. При необходимости суммируют величины стрел всех прогибов. В долготье кривизну измеряют отдельно для каждого чурака.
При измерении кривизны комлевых лесоматериалов первый метр от нижнего торца в расчёт не принимается, поскольку кривизну комля сложно измерить из-за его неправильной формы.
- Саблевидная лиственница
- Спиральность
- Измерение кривизны
- Сосны-кривули на болотах
- Флагообразное дерево[3]